# ورد جنان قادين
وردجنان قادین (بالتركية العثمانية: ورد جنان قادين)‏ (تقريبًا 1830 – 9 ديسمبر 1889) هي حرم السلطان عبد المجيد الأول السلطان العثماني.

## نشأته
ولدت في سوخومي في أبخازيا، وكان اسمها الأصلي ساليها، والدها هو كايتوك جيورجي بك آشبا (1793-1848)، ووالدتها ياليزافيتا حنين (1795-1843). ولديها من الأخوة: إسلام بك وأحمد باي واثنين من الأخوات، وكانت الأخت غير الشقيقة لفاطمة بسند زوجة السلطان عبد الحميد الثاني.

## زواجها
في عام 1843 تركت بلادها وسافرت إلى إسطنبول، في عام 1844 تزوجت عبد المجيد الأول في سيراجان بالاس بإسطنبول كنتيجة لتحالف سياسي مع والدها جيورجي بك، وقبل عبد المجيد الأول الاقتراج وأصبحت حرمه السادس، وتم تسميتها بـ ورد جنان آلتینجي قادين، أصبح فيما بعد شقيقها إسلام بك طبيب القصر وشقيقها أحمد بك بن عثمان باشا ياور السلطان عبد العزيز الأول.
في 9 ديسمبر عام 1844 أنجبت السلطانة منيرة سلطان، وانتقلت إلى قصر توبكابي لفترة وجيزة. في أغسطس عام 1845 أصبحت حرمه الخامس (ورد جنان بشنجي قادين)، وفي 3 ديسمبر 1847 أنجبت شهزاد أحمد كمال الدين، وفي نوفمبر 1851 أصبحت حرم السلطان الرابعة (ورد جنان درتنجي قادين)، وفي أكتوبر 1852 أصبحت الثالثة (ورد جنان أوچنجي قادين).

## وفاتها
بعد وفاة كلستو خانم في عام 1865 أصبحت ورد جنان قادين ترعى ابنتها مديحة سلطان، كما لعبت دورًا رئيسيًا في زواجها بنجيب باشا في عام 1879.
توفيت في 9 نوفمبر عام 1889 في قصور فرعية، ودفنت في مدفن السيدات في يني جامع في إسطنبول.